# 馬鞍山靈糧小學

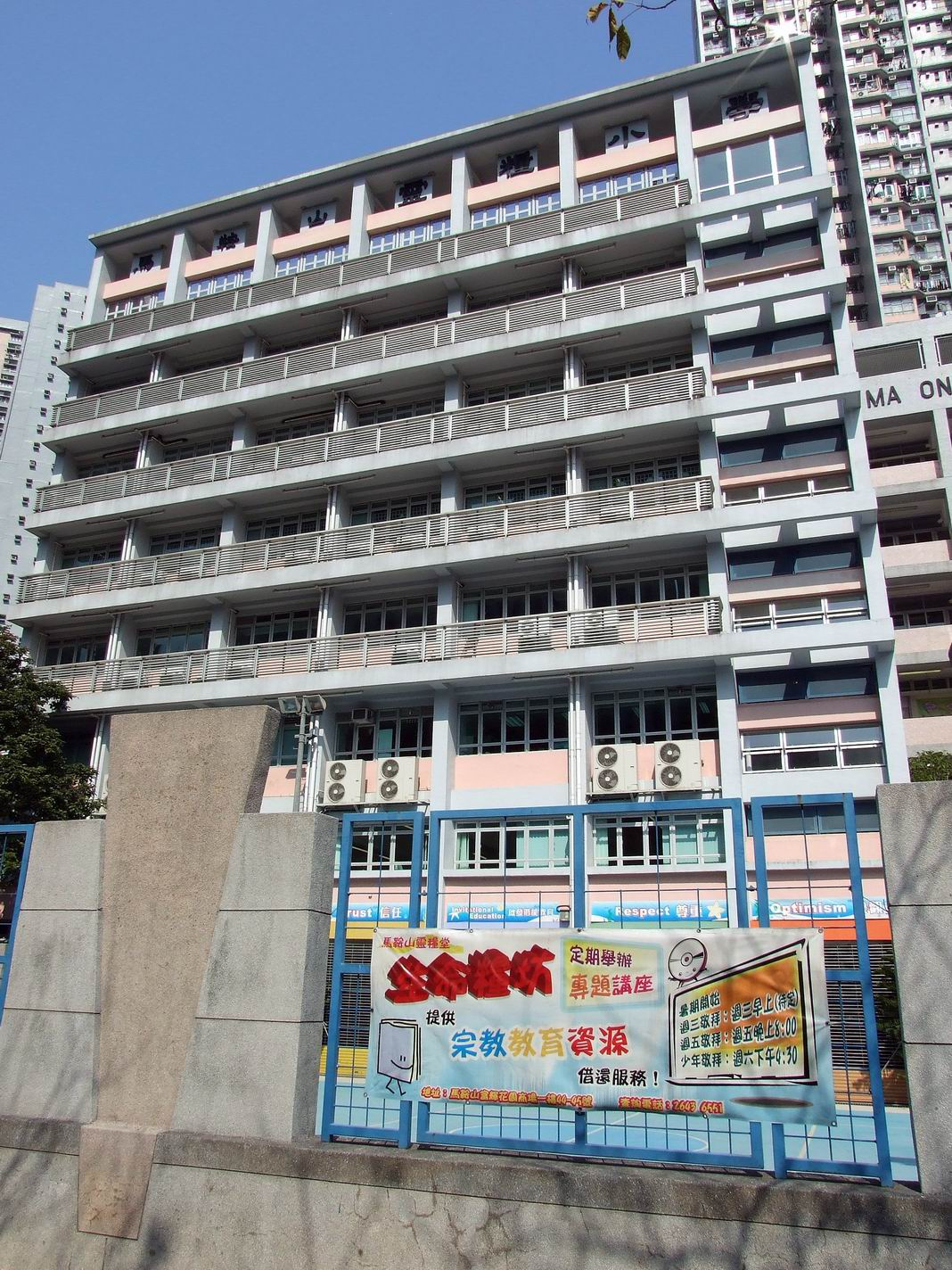
馬鞍山靈糧小學

馬鞍山靈糧小學（英語：Ma On Shan Ling Liang Primary School）為沙田區馬鞍山利安邨的一間津貼小學，亦是香港靈糧堂所開辦的第一間小學，於1969年創立，1993年遷入現址。

## 歷史
此校前身為九龍靈糧小學，1969年成立，舊校舍位於長沙灣元洲街邨，為一所半日制小學。除小學課程外，原校亦設有夜中學部，名為「九龍靈糧英文夜書院」。
因元洲街邨第1、3期需於1994年按整體重建計劃拆卸重建，原校需於1993年停辦。同年，香港靈糧堂獲分配利安邨現址小學校舍，因此原校得以於1993年事實上遷校及改為全日制小學。然而，夜中學部則於遷校前一年停辦，剩餘學費收益則用作支付重置校舍的開辦費用。

## 歷屆行政人員

### 校監
- 劉梅軒 長老（1969年-約1980年代尾；2002年逝世）
- 陳瑞漢 長老（約1990年代；1996年起兼任嶺南中學校長）
- 張鍾雄 先生[4]
- 鄧經恩 先生

### 校長

#### 上午校
- 1969年-？：陳馬秀文 女士[5]
- ？-1993年：馬超 先生[6]

#### 下午校
- 1969年-？：邱建岳 先生[5]
- ？-1993年：馮錫滔 先生[6]

#### 夜中學部
- ？-1992年：陳瑞漢 長老（末任校長）[2]

#### 全日制（新校舍）
- 1993年-2005年：黃國強 先生
- 2005年-2019年：陳美娟 女士(現今英華小學校長）
- 2019年至2025：胡俊秋 先生
- 2025至今         ：陳志斌 先生

## 學校設施

### 舊校舍
舊校為一所按工務司署及徙置事務處共通標準設計的「火柴盒」小學校舍，位於元洲街邨第1及8座間，不連地下操場共有5層。
該校舍已於1993年隨利安邨校舍啟用而騰空，並連同元洲街邨第1-3及8座樓宇於1994年拆卸，而現址已重建為元州商場。

### 現址
現時的校舍為一所經擴建的平禧校舍，共有六層（不包括天台），設有露天操場、雨天操場、小食部(飯堂)(現在不開設)、家教會室、籃球場、遊戲室、英語學習室、會議室、學生活動中心、圖書館、視藝室、天台花園、有蓋天台、兩個禮堂（吳貴鎮堂和梅軒堂）、二個電腦室丶校史室，該校共有約30個班房。在2017-2018年度，學校將兩間特別室翻新，改為STEM教室，分別是i-Lab 及GoFunLand，及在2022-2023年度，學校將二樓的電腦室翻新，改為STEAM LAB｡

## 班級結構
一般一至六年級只有五班，但曾經出現一級有六班的情況出現。如1994年曾出現1F班（一般只有1A-1E班），在2000年和2007年也有出現同樣情況。2017-2018年度也有這樣情況，六年級有6F班，一年級有6班，一班有大約26人，2018-2019年度也有這樣情況。
- 該校以英文字母加上年級而分班（1-6）（A-E、F）
- 該校是沒有分精英班，但按成績分班。
- 二年級至六年級一班只有一位班主任，一年級有兩位，一位班主任，一位副班主任

## 開設科目
- 中文
- 英文
- 數學
- 常識
- 聖經
- 普通話
- 音樂
- 資訊科技
- 視覺藝術
- 成長
- 體育
- 英常GS(以四、五、六年級全年度教學)

## 校歌
校歌的音樂是德意志之歌。
填詞：馬超
1. 黌宮巍峨  聳立爐峰  是我靈糧展雄風
作育英才  化雨春風  信望為準愛為繩
2. 良師訓我  益友導我  主愛常存吾輩中
導我以誠  教我以正  培育我靈潔心清
3. 琢玉成器  求學明道  立身志潔復行芳
德智體群  時日俱增  容我身心展舒暢
4. 不枉所學  不負所托  常效基督樂跟從
與主相親  與主相近  領我前路導我程

## 備注
1. ↑  . 香港靈糧堂. : 187.
2. 1 2  香港教育工作者聯會香港教育資料中心. . 商務印書館. 1993: 540.
3. ↑  . 香港靈糧堂. 1993: 26.
4. ↑  . 家庭與學校合作事宜委員會. 2000: 50.
5. 1 2  . 香港教育文化事業公司. 1975: 76.
6. 1 2  香港教育資料中心. . 商務印書館. 1988: 398.

## 註解
1. ↑  全稱「基督教靈糧世界佈道會香港靈糧堂堂務委員會」

## 外部連結
- 學校網站
- 馬鞍山靈糧堂